# Angelino Medoro
Angelino Medoro, también conocido como Angélico Medoro, (Roma, Estados Pontificios 1567 - Sevilla, 1631) fue un pintor italiano que vivió en el Nuevo Reino de Granada, Provincia de Quito, y Virreinato del Perú, vía España. Su actividad tuvo una importante influencia en el arte de este territorio y, en particular, en la escuela cuzqueña. 
Tras su formación posiblemente romana viajó a Sevilla atraído por el ambiente artístico de la ciudad o siguiendo la tendencia de emigrar de numerosos pintores italianos. Se embarcó hacia Perú permaneciendo antes por algunos años en el Nuevo Reino de Granada y el 
Reino de Quito.
La primera obra americana fechada es la Virgen de la Antigua (1587-88) en la capilla Hernández de Roa de la iglesia de Santo Domingo de Bogotá. Su estancia en la Nueva Granada se repartió entre Tunja y Santa Fe de Bogotá. 
Según el historiador de arte peruano Ricardo Estabridis, Medoro llegó al Perú hacia 1600, fecha en la que firmó un contrato con la orden mercedaria para pintar a su virgen patrona. La mayor parte de su obra se encuentra en Lima habiendo recibido encargos de los más importantes conventos de esa ciudad.
Durante su estancia en Lima se formaron en su taller con el pintor Pedro Loayza y Luis de Riaño.
A partir de 1622 Medoro está de nuevo en Sevilla donde toma como aprendiz a Juan de Mesa.
Estaba casado con Doña María de Mesta y Pareja.

## Estilo
Su obra es dispar en estilo y calidad. En una primera etapa se notan caracteres contramanieristas, alejados del estilo de Bitti, para posteriormente dejarse influenciar por la Escuela sevillana de pintura de fines del XVI, caracterizada por la pervivencia del canon manierista junto con la introducción de fórmulas naturalistas. En su obra se aprecia cierta preocupación por los fondos, abiertos a espacios arquitectónicos, y la preferencia por los colores tierra, a diferencia de los utilizados por Bitti. 

## Obras

### En Lima
Obras firmadas o documentadas:
- Nuestra Señora de los Ángeles (1600) Museo de los Descalzos, Convento de los PP. Franciscanos, Rímac, Lima
- Nuestra Señora de los Ángeles (1600) Museo de los Descalzos, Convento de los PP. Franciscanos, Rímac, Lima
- El Milagro de San Antonio (1601) Museo de los Descalzos, Convento de los PP. Franciscanos, Rímac, Lima
- San Diego (1601) Museo de los Descalzos, Convento de los PP. Franciscanos, Rímac, Lima
- Cristo Crucificado con San Francisco y Santo Domingo (1618) Museo de los Descalzos, Convento de los PP. Franciscanos, Rímac, Lima
- San Buenaventura (1603) Museo de los Descalzos, Convento de los PP. Franciscanos, Rímac, Lima
- Retablo de la Pasión del Señor Iglesia de San Francisco, Lima
- La multiplicación de los panes (1612) Monasterio de las descalzas de San José, Lima
- Inmaculada (1618) Convento de San Agustín, Lima

Obras no firmadas:
- Virgen María Iglesia del Convento de la Merced, Lima
- Jesús de la humildad y la paciencia (1617) Colección Moreyra, Lima
- Retrato de Santa Rosa de Lima Convento de Santa Rosa, Lima

### Obra en Hispanoamérica
- Virgen de la Antigua (1587), Iglesia de Santo Domingo, Tunja
- Anunciación (1588), Iglesia de Santa Clara, Tunja
- Las lágrimas de san Pedro Iglesia de San Francisco, Tunja
- Calvario Iglesia de San Francisco, Tunja
- Oración en el huerto (1598), Catedral de Tunja
- Descendimiento de la cruz (1598), Catedral de Tunja
- Escudo nobiliario de los Aza (1592) Iglesia de Santo Domingo, Quito
- Virgen con San Pedro, San Pablo, San Francisco y San Jerónimo Monasterio de la Concepción, Quito
- Flagelación de Cristo. Sevilla (Colección Particular).
- Oración eana, Tunja, Colombia
- Madonna con Santos. Santiago de Chile, (Museo de Bellas Artes)
- Cristo Crucificado. Potosí, (Iglesia de San Francisco)
- Ecce Homo. Sucre, (Colección Linares)

## Discípulos y seguidores
- Luis de Riaño (1596)
- Leonardo Jaramillo, sevillano
- Antonio Bermejo, limeño
- Pedro Bedón, quiteño[2]